# Лавров Федір Іванович
Фе́дір Іва́нович Лавро́в (11 (24) лютого 1903, Вереміївка (нині Черкаська область) — 9 грудня 1980, Київ) — український фольклорист і дослідник кобзарства, кандидат філологічних наук з 1943.
Закінчив 1935 Комуністичний інститут журналістики та 1937 Інститут червоної професури (обидва в Москві). 1939-63 (з перервою) — в ІМФЕ.

## Праці
Монографії:
- Кобзар Остап Вересай (1955)
- Кобзарі — Нариси з історії кобзарства в України (1980)
- Розвідки про кобзарів Єгора Мовчана (у співавторстві з Максимом Рильським) П. Носача та ін.
- Посібник по збиранню народно-поетичної творчості (1951)
- Лавров Ф. Порадник по фольклору / Ф. Лавров ; Акад. наук УРСР, Ін-т укр. фольклору. — Київ : Вид-во Акад. наук УРСР, 1940. — 117, 2 с. : іл. [Архівовано 8 серпня 2020 у Wayback Machine.]